# Paurodon valens
Il paurodonte (Paurodon valens) è un mammifero estinto appartenente ai driolesti. Visse nel Giurassico superiore (Kimmeridgiano - Titoniano, circa 155 - 145 milioni di anni fa) e i suoi resti fossili sono stati ritrovati in Nordamerica.

## Descrizione
Questo animale era di piccole dimensioni, e doveva essere grande più o meno quanto un odierno topo (Mus musculus). La forma della mandibola e alcune caratteristiche della dentatura richiamano quelle delle odierne talpe dorate africane (gen. Chrysochloris). Paurodon possedeva una mandibola corta e robusta, comprendente solo otto denti postcanini (una dentatura ridotta rispetto a quella degli affini Amphitherium e Dryolestes). Erano presenti due premolari; i molari, con un talonide più corto rispetto a quello di Amphitherium, erano ben separati gli uni dagli altri, ed era evidente un diastema che separava il canino dai premolari. La mandibola era costituita da un ramo orizzontale corto e robusto, e da un'apofisi coronoide che si innalzava a una certa distanza dall'ultimo molare.

## Classificazione
Paurodon è il genere eponimo dei paurodontidi (Paurodontidae), un gruppo di mammiferi arcaici classificati solitamente insieme ai driolestidi (Dryolestidae) nell'ordine Dryolestida. Paurodon valens venne descritto per la prima volta da Othniel Charles Marsh nel 1887, sulla base di resti fossili ritrovati nella formazione Morrison a Como Bluff (Wyoming).

## Paleoecologia
La mandibola e i denti di Paurodon ricordavano notevolmente quelli delle odierne talpe dorate africane. Ciò suggerisce che la dieta di questo animale fosse composta da vermi (contrariamente a quella di altri driolesti contemporanei, che si nutrivano di insetti), e che le sue abitudini fossero fossorie, forse simili a quelle del più derivato e successivo Necrolestes (Averianov e Martin, 2015).